# Compositie VI (op zwart fond)
Compositie VI (op zwart fond) is een schilderij van de voorman van de De Stijl Theo van Doesburg. De huidige verblijfplaats van het werk in onbekend.

## Het werk

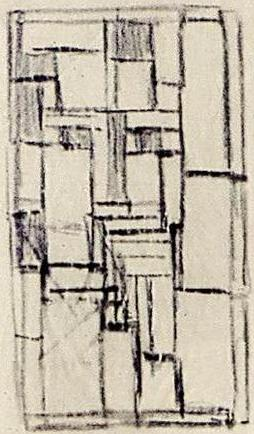
Theo van Doesburg. Compositie voor glas in lood. 1917 (?).

Op lijst 1, een lijst van schilderijen die Van Doesburg omstreeks 1926 opstelde, staat dit werk vermeld als 'Compositie VI 1917 (op zwarten grond; eterniet) Pétro v.d.', terwijl het in Van Doesburg portfolio velmeld staat als 'Comp. VI (Coll. Heap New York) 1916'. Van Doesburg heeft het dus mogelijk eerst aan zijn latere vrouw, Nelly van Doesburg, gegeven en later verkocht aan Jane Heap, in wier Little Review Gallery Van Doesburg in 1925 en 1926 exposeerde.
Van Doesburgs ex-vrouw Lena Milius omschrijft het werk in een brief aan Nelly van Doesburg uit 1951 als L'homme à la pipe. Ze schreef: 'Toen Does zijn l'homme à la pipe geschilderd had, rode, blauwe en gele vlakjes op een zwart fond (welk jaar?) was Mondriaan daraan nog niet toe. Toen hij ons eens op het atelier in Leiden kwam bezoeken, was hij vol bewondering en zei eerst alleen: kerel, kerel. Daarna volgde een lang gesprek over de verdere abstrahering van de schilderkunst'. Mogelijk lag het linksboven afgebeelde ontwerp voor een niet uitgevoerd glas in loodraam ten grondslag aan dit schilderij.